# رگینا لوند
رگینا لوند (سوئدی: Regina Lund؛ زادهٔ ۱۷ ژوئیهٔ ۱۹۶۷) یک بازیگر، خواننده اهل سوئد است. وی از سال ۱۹۷۹ میلادی تاکنون مشغول فعالیت بوده‌است.
از فیلم‌هایی که وی در آن‌ها نقش داشته‌است، می‌توان به زبان عشق و هری و سونیا اشاره نمود.